# Kongsberg Skimuseum

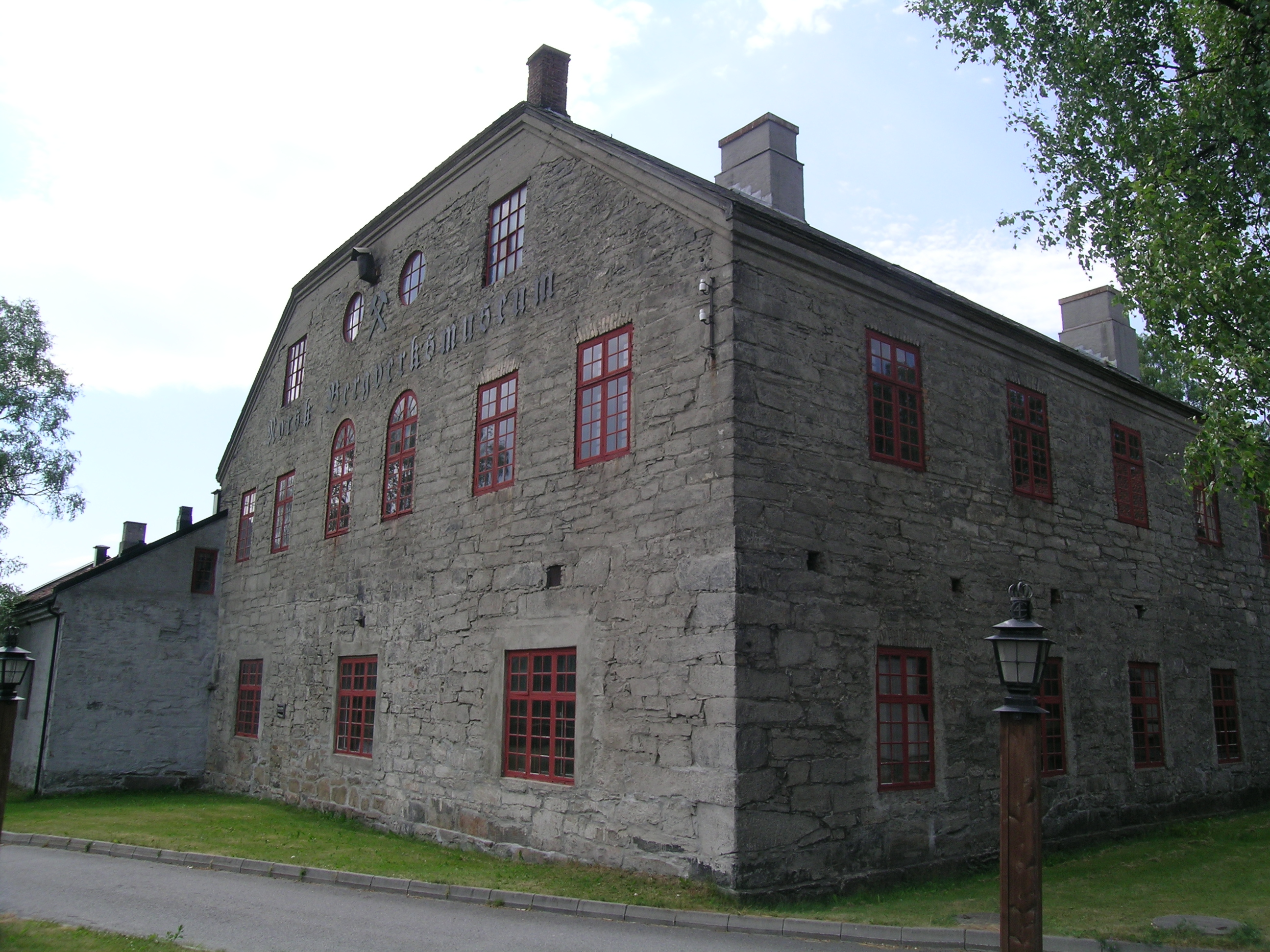
Gebäude des Norwegischen Bergwerksmuseum, in dem sich auch das Kongsberg Skimuseum befindet

Das Kongsberg Skimuseum ist ein Museum in der Stadt Kongsberg, Norwegen.
Das Museum wurde in den 1950er Jahren durch die beiden erfolgreichen Skispringer Birger Ruud und Petter Hugsted gegründet und beherbergt heute eine Sammlung von über 5.000 Exponaten über den Skisport zwischen 1924 und 1952, der Zeit, als Skispringer aus Kongsberg national und auch international erfolgreich Medaillen gewannen.
Das Museum befindet sich in der Hyttegata 3 in Kongsberg und teilt sich die Räumlichkeiten mit dem Norwegischen Bergwerksmuseum (Norsk Bergverksmuseum).